# SiD
SiD (Specialarbejderforbundet i Danmark), tidligere Dansk Arbejdsmands- og Specialarbejderforbund og oprindeligt Dansk Arbejdsmands Forbund var et dansk fagforbund, etableret i årene 1896 - 1897, som i 2005 fusionerede med KAD og dannede Fagligt Fælles Forbund (3F).
Navnet blev i 1959 ændret til Dansk Arbejdsmands- og Specialarbejderforbund, i 1974 til Specialarbejderforbundet i Danmark og senere blot til SiD.

## Medlemmer
Forbundets medlemmer var hovedsageligt ufaglærte, så som chauffører, gartnere, jord- og betonarbejdere, kranførere, lagerarbejdere, landbrugsmedhjælpere, maskinoperatører, murerarbejdsmænd, postarbejdere, procesoperatører, reddere, renovationsarbejdere, tekstiloperatører, truckførere og vejarbejdere.

## Navne gennem tiden
Fagforbundet har ændret sit navn flere gange siden etableringen i 1896 - 1897:
1896-97 Dansk Arbejdsmands Forbund
1959 Dansk Arbejdsmands- og Specialarbejderforbund
1974 Specialarbejderforbundet i Danmark
? SiD
2005 Fagligt Fælles Forbund (3F) ved fusion med KAD

## Historie
SiD var det største danske fagforbund i 100 år, fra 1897 til slutningen af 1990'erne.
I 1994 blev Murerforbundet i Danmark optaget i SiD.

## Formænd
Denne liste er ufuldstændig; hjælp gerne med at udfylde den.
- 1897 - 1931: Michael Christian Lyngsie
- 1931 - 1947: Axel Olsen
- 1947 - 1956: Christian Larsen
- 1957 - 1964: Alfred Petersen
- 1964 - 1968: Viggo Wivel
- 1968 - 1972: Anker Jørgensen[4][5]
- 1972 - 1979: Ejler Sønder
- 1979 - 1995: Hardy Hansen[6]
- 1995 - 2005: Poul Erik Skov Christensen[7]